# Imetridin
Imetridin je histaminski agonist koji je selektivan za H3 receptor.